# Habrobracon kopetdagi
Habrobracon kopetdagi är en stekelart som beskrevs av Vladimir Ivanovich Tobias 1957. Habrobracon kopetdagi ingår i släktet Habrobracon och familjen bracksteklar. Inga underarter finns listade i Catalogue of Life.